# Madapura, Belur
Madapura là một làng thuộc tehsil Belur, huyện Hassan, bang Karnataka, Ấn Độ.